# Cylindrus obtusus
Cylindrus obtusus es una especie de molusco gasterópodo pulmonado terrestre de la familia Helicidae.

## Distribución geográfica
Es  endémica de Austria.  